# 长庄站
长庄站是一个京沪线上的铁路车站，位于山东省德州市德城区天衢工业园，邮政编码为253023。车站目前为北京局集团沧州车务段管理的四等站，不办理货运业务，货运仅办理专用线、专用铁道整车货物发到。
车站建于1954年，原设有4条股道。1985年车站修建连接石德铁路八里庄站的联络线，同时站内股道增加至7条。车站另设有通往天马粮油、益海嘉里（德州）粮油工业、中国石油天然气股份有限公司山东销售分公司、中央储备粮德州直属库等单位的专用线。